# Viștea de Jos, Brașov
Viștea de Jos (în maghiară Alsóvist) este satul de reședință al comunei Viștea din județul Brașov, Transilvania, România.

## Istorie
Viștea de Jos, sat vechi românesc, cu tradiții și obiceiuri specifice „Țării Făgărașului”, a făcut parte din vechea „Episcopie a Cumanilor”.
Începuturile sale se pierd în negura vremii. Legendele leagă întemeierea localității de "păstorița Vista", dar originea denumirii ne conduce mai curând la cunoscutele „Vestale” antice.
Are două biserici: una ortodoxă (mai nouă) și una greco-catolică (mai veche) (până la interzicerea acestui cult în 1948, majoritatea locuitorilor zonei au fost greco-catolici). 
Este un vechi centru de învățătură: din a doua jumătate a secolului XIX a funcționat aici o „Școală de Arte și Meserii”. În prezent funcționează, într-o clădire datând de la jumătatea secolului XX, grădinița și școala cu clasele I-Vlll. Există și clădirea veche a școlii, în care se dorește înființarea unui muzeu.
Cunoscut ca un centru al rezistenței anticomuniste, mai ales prin regretatul învățător Borzea.

## Personalități
- Stanciu Șandru Vasile (n. 02/02/1821, Viștea de Jos - d. 12/10/1899, Viștea de Jos), în germană Stantsu Sandor Basil, a activat în cadrul Companiei a VIII-a în perioada 1845-1847[2]. În 1850 devine comandantul Companiei a VII-a[3], având gradul de căpitan și activează în cadrul Regimentului nr.46 după desființarea regimentului de la Orlat. Participă la Conferința de la Sibiu în zilele de 22 și 24 aprilie 1863, având predicatul "de Visti", ca reprezentant al Companiei a VIII-a[4]. Participă ca membru la ședințe al Comitetului administrativ al Fondului Școlastic(CAFS) fiind efor al școlii grănicerești din Viștea de Jos[5]. A fost militant activ în coordonarea "Școlilor grănicerești" începând din 1871 fiind membru CAFS între anii 1871-1880[6] și a supervizat construirea școlii din Viștea de Jos în perioada 1878-1879. A fost membru ales în comitetul de conducere al băncii "Furnica" din Făgăraș[7].

- Nicolae Borzea (1856 - 1936), deputat în Marea Adunare Națională de la Alba Iulia 1918
- Victor Stanciu (1884 - ?), deputat în Marea Adunare Națională de la Alba Iulia 1918

## Galerie

Stanciu Şandru Vasile